# Il marchese del Grillo (romanzo)
(Iscrizione sullo stemma della famiglia del Grillo)
Il marchese del Grillo è un romanzo scritto da Luca Desiato e pubblicato dalla Mondadori nel 1981. 
Si basa su una leggenda orale molto sentita dal popolo di Roma e su un nucleo di verità storica. Si ricorda, tra l'altro, l'operetta di Domenico Berardi Er Marchese der Grillo, in tre atti e quattro quadri con musiche di Giovanni Mascetti, rappresentata la prima volta al Teatro Metastasio in Roma il 23 novembre 1889, con lo stesso autore nella parte del protagonista. Essa ebbe grande successo a Roma e in tutti i teatri secondari d'Italia.
Nel romanzo, l'autore ha ricercato documenti e testimonianze d'epoca: la Roma papalina del XVIII secolo della quale dà un affresco vivo e grandioso al cui centro opera questo bizzarro e geniale personaggio.
Alla vicenda e al libro si è ispirato il regista Mario Monicelli per farne una trasposizione cinematografica con protagonista Alberto Sordi.
Una ristampa del libro è avvenuta nel 2011 curata dalla Newton Compton Editori.
Il romanzo è suddiviso in 63 piccole storie che coinvolgono la vita del marchese, da lui raccontata in prima persona e contemporaneamente dal servo Arcangelino in dialetto romanesco.

## Trama

Una scena famosa de Il marchese del Grillo

Roma, metà del '700. Il marchese Onofrio del Grillo è un giovane nobile, pomposo e annoiato dalla solita vita quotidiana da nobile. Per questo assieme al suo servo napoletano (e omosessuale) Arcangelino organizza una miriade di scherzi strabilianti a discapito sia di uomini d'alto rango come lui, che dei poveri popolani. Alcuni di questi sono conosciuti anche nell'omonimo film come il famoso trucco di far credere a un popolano di essere in realtà un nobile.

Tuttavia il marchese spesso si trova a fare i conti con il suo protettore, il Cardinal Riccoboni che lo ammonisce minacciandolo di scomunica e di immediato arresto, oppure confondendolo semplicemente con le sue massime latine. Ma il giovane dimentica presto le ramanzine di Riccoboni e torna ad imperversare per le strade di Roma prendendosela o con mariti e spasimanti gelosi delle ragazze con cui il marchese va a letto o andandosi a divertire con la vogliosa, ma sentimentale Olimpia.

## Capitoli
- Infanzia in villa
- Una beffa del marchese del Grillo
- Il monastero "In Piscinula"
- La versione di Arcangelino
- Don Ciccillo Ruoppolo
- Il satiro triste
- La corrida
- Primi approcci con Maria del Pilar
- Il vestito convitato
- Diritti di precedenza
- Il duello contrastato
- La "sfregiatella"
- Pranzo di magro dal Riccoboni
- Il sopranista
- Il corpo santo
- Il sotterraneo e la scala
- Corpus Domini
- La creazione del mondo
- Mala tempora currunt
- Un baiocco al pezzo
- La tedeschina
- Roma secca
- Ballo in maschera
- Il mal'incontro
- L'Orlando infrattato
- Il sonno di Olimpia
- Il vento e la candela
- Roma bagnata
- La fuga di Ester
- Il carnevale del Drago
- Lettera a Vivaldi
- Roma digerisce e Napoli improvvisa
- Antonio Vivaldi, il prete rosso
- Le sorelle Giraud
- La tristezza del giorno dopo
- Una gita fuori porta
- Di alcune servili considerazioni
- Il papa obeso
- Ughetto De Carolis, l'amministratore
- Il trovatello
- Un ragazzo che promette bene
- Osteria del Gatto Mammone
- Orologio con catena
- Una giornata da matti
- Di alcune filosofiche considerazioni
- La morte del Cardinal Riccoboni
- Panegirico e testamento
- L'eredità del marchese del Grillo
- Sotto il regno del Cardinal Coscia
- Il carnevale dei giudei
- Lo sfregiatore d'immagini
- Francesco, l'apprendista stregone
- Napoli bel suo d'amore
- Anno Domini 1730
- L'ultima beffa
- Charles de Brosses
- La piccola vendemmia

## Edizioni
- Luca Desiato, Il marchese del Grillo, Mondadori, Milano 1981
- Luca Desiato, Il marchese del Grillo, Mondadori, Milano 1983
- Luca Desiato, Il marchese del Grillo, Mondadori, Milano 1996, ISBN 88-04-41268-2
- Luca Desiato, Il marchese del Grillo, Newton Compton, 2011, ISBN 978-88-541-2710-4
- Luca Desiato, Il marchese del Grillo (ebook), Newton Compton, 2011, ISBN 978-88-541-3220-7